# Церковь Шоуван
Церковь Шоуван (кит. 守望教会) — протестантская домашняя церковь в Пекине, Китай, почти самая большая из примерно 3000 таких общин в городе. Слово shouwang означает в переводе с китайского «наблюдать».

## История и членство
Церковь была основана в 1993 году Цзинь Тяньмином, выпускником факультета химического машиностроения Университета Цинхуа корейского происхождения. С тех пор количество её членов увеличилось с 10 до 1000 по состоянию на июнь 2011 года.
Службы проводятся в домах членов или в арендованных конференц-залах; другие виды деятельности включают 40 групп чтения Библии, хоровую практику и катехизис. Члены Шоуван обычно принадлежат к среднему и высшему классам, включая профессоров, врачей, юристов, студентов и членов партии.

## Преследование
Как и другие домашние церкви, церковь Шоуван подвергается преследованиям со стороны китайских властей, которые не одобряют религиозные группы, не находящиеся под контролем государства. Церковь была вынуждена менять штаб-квартиру более 20 раз, и ей не давали купить или арендовать церковное здание.
Преследования усилились в контексте общего подавления диссидентов в 2011 году после заявления церковных лидеров о том, что они начнут проводить публичные воскресные богослужения, если им не разрешат приобрести помещения. По состоянию на июнь 2011 года несколько десятков последователей Шоуван каждую неделю задерживаются и перед освобождением вынуждены подписать отказ от своего духовного наставника, а шесть церковных лидеров были помещены под домашний арест без судебных документов. Согласно немецкому еженедельнику Die Zeit, пекинская полиция использует около 4500 офицеров для обеспечения наблюдения за площадью Чжунгуаньцунь и домами около 500 членов церкви, чтобы не допустить собрания церкви.